# Peraea Cavus
Peraea Cavus és una formació geològica de tipus cavus a la superfície de Mart, localitzada amb el sistema de coordenades planetocèntriques a -29.35 ° latitud N i 95.99 ° longitud E, que fa 56.24 km de diàmetre. El nom va ser aprovat per la UAI l'any 1991 i fa referència a una característica d'albedo.